# Linda Patterson
Linda Patterson is een personage uit de soapserie Days of our Lives. De rol werd in 1970 geïntroduceerd en werd al door drie verschillende actrices gesspeeld, Margaret Mason speelde de rol het langst. In 1985 verdween het personage definitief uit de serie.

## Personagebeschrijving
Linda kwam in 1970 naar Salem en werd de secretaresse van Mickey Horton. Kort daarna werd Linda zwanger en dacht dat Mickey de vader was. Ze hoopte dat hij zijn vrouw, Laura Horton, zou verlaten voor haar. Mickey herstelde zijn huwelijk met Laura echter. Intussen sprak Linda ook met Mickey's broer Bill Horton af. Toen Mickey in 1971 aan Linda zei dat hij Laura nooit zou verlaten probeerde Linda zelfmoord te plegen. Ze overleefde de poging, maar dit zou wel voor veel consternatie zorgen. De zwangerschap van Linda kwam uit, net als de verhouding met Mickey. Nadat Linda bevallen was bewezen bloedtesten dat de vader van het kind Linda's ex-vriend Jim Philips was. Toen Jim dit ontdekte kwam hij naar Salem en trouwde met Linda. Ze verhuisden naar Boston.
In 1975 keerde Linda terug naar Salem, zonder Jim, met haar dochter Melissa. Toen ze hoorde dat Mickey aan geheugenverlies leed probeerde ze hem opnieuw voor zich te winnen door hem ervan te overtuigen dat hij de vader was van Melissa. Haar plan werd echter gedwarsboomd door Jim, die stervende was en een brief gestuurd had naar Maggie Horton. Linda was echter vastberaden om Mickey terug te winnen en bracht nu veel tijd door met Mike Horton, waarvan iedereen dacht dat hij Mickey's zoon was. Mike was verward over zijn seksuele gevoelens voor Trish Clayton en vrouwen in het algemeen. Linda ging met Mike naar bed om hem hiermee te helpen. Mike werd geobsedeerd door Linda, maar zij zei hem dat ze enkel in Mickey geïnteresseerd was. Toen ze doorhad dat Mickey geen interesse had zette ze haar zinnen op Bob Anderson, die haar werk gaf in zijn bedrijf. Nadat ook Bob de interesse verloor begon Linda veel tijd door te brengen met Tommy Horton, die haar zelfs ten huwelijk vroeg.
In 1978 kreeg Bob hartproblemen en hij gaf meer controle in het bedrijf aan Linda. Zij was erg blij met deze macht en om deze te behouden verbrak ze haar verloving met Tommy en trouwde met Bob. Toen Linda aan de leiding kwam te staan van Anderson Manufacturing degradeerde ze Chris Kositchek, die hierdoor ontslag nam en een nieuw bedrijf startte. Bob floot Linda echter terug en nam Chris terug aan. Linda begon nu ook Neil Curtis te zien nadat Bob herstelde van een hartaanval. In 1979 confronteerde Bob Linda met haar affaire. Linda was van streek en viel van de trap, ze herstelde maar kon zich haar affaire met Neil niet meer herinneren. Ze ging terug naar Bob en probeerde haar huwelijk te doen slagen voor het welzijn van Melissa, die door Bob geadopteerd was. Stephanie Woodruff had Linda's plaats ingenomen bij Anderson en Linda ging opnieuw als secretaresse werken voor Mickey. Toen een apparaat voor zonne-energie gestolen werd beschuldigde Bob Linda en schrapte haar uit zijn testament. Linda was wanhopig om terug in de gratie bij Bob te komen en beweerde zwanger te zijn. Ze ging naar Neil en vroeg hem haar te helpen door te zeggen dat ze een miskraam had, maar hij weigerde dit. Linda wist echter niet dat Melissa de conversatie gehoord had. In 1980 zei Bob haar dat hij haar opnieuw in zijn testament zou zetten als ze Salem zou verlaten en dat deed ze dan ook.
Linda keerde in 1984 terug onder de naam Madame DuPrix. Ze begon aandelen te kopen van vele plaatselijke bedrijven, waaronder Anderson Manufacturing dat ze terug wilde. Ze dacht dat als ze Melissa gek zou maken ze haar aandelen kon overnemen, maar toen ze hoorde dat Melissa haar aandelen verkocht had was ze woedend. Uit wraak drogeerde ze Pete Jannings, Melissa's vriend, en zorgde ervoor dat Melissa hen in bed betrapte. Linda moedigde Alex Marshall aan om Anderson Manufacturing in brand te steken om zo het verzekeringsgeld op te strijken. Larry Welch ontdekte dit later en chanteerde hen. Nadat Melissa de waarheid over haar moeder ontdekt had verliet Linda voorgoed de stad.